# Vincent Ekholm
David Vincent Ekholm, född 22 januari 1901 i Väddö församling, Stockholms län, död 2 februari 1973, var en svensk borgmästare.
Efter studentexamen i Uppsala 1922 blev Ekholm juris kandidat vid Uppsala universitet 1927, genomförde tingstjänstgöring 1928–1931, inträdde i Svea hovrätt 1932, blev t.f. fiskal där 1933, var t.f. borgmästare i Filipstads stad 1934–1937 och borgmästare i Luleå stad 1937–1966. Han var sekreterare i Statens arbetslöshetskommission 1933, ordförande i värnpliktslånenämnden i Norrbottens län 1940, i Luleå hyresnämnd från 1942 samt krigsdomare vid Luleå luftvärnskår och vid Norrbottens flygbaskår från 1945.
Ekholm var bror till den Uppsalabaserade betongfabrikanten Mimmi Ekholm.